# Elder Club
Elder Club（エルダークラブ）此一詞在2006年的演唱會開始被使用，之後由早安家族藝人的路線分成兩部分，另一為Wonderful Hearts（ワンダフルハーツ）。
- UFA 以於2008年10月19日發表，エルダークラブ所屬成員在2009年家族演唱會上全數卒業，演唱會標題為Hello！Project 2009 Winter 決定！ハロ☆プロ アワード ’09 ～エルダークラブ卒業記念スペシャル～ 。

## 所屬團員
- 個人
  - 稻葉貴子
  - 前田有紀
  - 松浦亞彌
  - 三好繪梨香
  - 岡田唯
- 早安少女組。OG 成員
  - 中澤裕子
  - 飯田圭織
  - 安倍夏美
  - 保田圭
  - 矢口真里
  - 石川梨華
  - 吉澤瞳
  - 辻希美
  - 紺野朝美
  - 小川麻琴
  - 藤本美貴
- 鄉村少女組｡
  - 里田舞
- 團體
  - 哈密瓜記念日（メロン記念日）
  - 音樂GATAS

2007年6月早安家族官方網站的更新，揭載早安家族所屬的團體或個人的個人檔案被分為「ワンダフルハーツ」和「エルダークラブ」。
由ワンダフルハーツ移籍エルダークラブ
以下成員，早安少女組｡在籍中時為ワンダフルハーツ成員
- 紺野朝美（至2006年7月）
- 小川麻琴（至2006年8月）
- 吉澤瞳（至2007年5月）
- 藤本美貴（至2007年5月）

石川梨華、三好繪里香、岡田唯以美勇傳的身份至2007年12月為止為ワンダフルハーツ的成員（美勇傳2008年1月開始為エルダークラブ所屬，2008年6月解散）。

## 演出

### 電視節目
雖然官方並無明確發表，但以早安家族成員為中心的節目，在2006年之後開始有所區分。
- ハロー!モーニング。（2000年4月－2007年4月）
- ハロモニ@（2007年4月－2008年9月）
  - 此節目基本上由早安少女組｡所演出，同團體在籍中的吉澤瞳和藤本美貴也有參加演出。

- 東京電視台深夜迷你帶節目系列 
  - 娘DOKYU!（2005年4月－2006年9月），最終期的構成是播出戲劇「絵流田4丁目の人々」和追蹤記錄影像「娘DOKYU! EXTRA」，エルダークラブ的團體和成員參加前者的演出。

## 演唱會
- 「Hello! Project 2006 Winter ～エルダークラブ～」（2006年1月2日－22日 3都市13公演）
- 「Hello! Project 2007 Winter ～エルダークラブ The Celebration～」（2007年1月5日－20日 3都市11公演）
- 「Hello! Project 2008 Winter ～かしまし エルダークラブ～」（2008年1月5日－19日 3都市9公演）

## 光碟

### DVD
- 「Hello!Project 2006 Winter Elder Club ～エルダークラブ～」

### DVD Magazine
- Hello Project DVD Magazine Vol.5 エルダークラブ(HE-09)
- Hello Project DVD Magazine Vol.9 エルダークラブ
- Hello Project DVD Magazine Vol.13 エルダークラブ

## 外部連結
- 早安家族台灣私設FC族譜
- Hatena Keyword （页面存档备份，存于）